# Tantilla capistrata
Tantilla capistrata — вид змій родини полозових (Colubridae). Мешкає в Еквадорі і Перу.

## Поширення і екологія
Tantilla capistrata мешкають в провінціях Ель-Оро і Лоха на півдні Еквадору, в прибережних районах на крайньому північному заході Перу та в долинах річок Мараньйон, Чінчіпе і Ріо-Чамая. Вони живуть в сухих тропічних лісах, серед опалого листя. Зустрічаються на висоті до 900 м над рівнем моря.